# Projekt 58150
Projekt 58150 Gjurza je třída ukrajinských říčních dělových člunů. Jejich hlavním úkolem je hlídkování na řekách, jezerech a v pobřežních vodách. Dvě jednotky základního modelu projekt 58150 byly objednány Uzbekistánem a šest kusů zdokonalené verze projekt 58155 Gjurza-M objednalo ukrajinské námořnictvo. Ukrajinské čluny operují zejména na Dunaji a v pobřežních vodách Azovského moře. Staly se první posilou ukrajinského námořnictva po plných devíti letech.

## Stavba
Plavidla byla vyvinuta státní konstrukční kanceláří Ukroboronprom a jsou stavěna loděnicí PJSC Leninskaja Kuznica v Kyjevě. První dvě jednotky projektu 58150 byly roku 2004 zařazeny do pobřežní stráže Uzbekistánu. Kontrakt ve výši 5,6 milionů dolarů tehdy financovaly USA. Stavba dvou člunů projektu 58155 pro Ukrajinu byla zahájena v říjnu 2012, přičemž čluny měly být dokončeny v roce 2013. Do podzimu 2014 však byly práce zastaveny. Ke spuštění prototypu BK-01 a jeho sesterské lodě BK-02 došlo v listopadu 2015. V březnu 2016 Ukrajina objednala další čtyři čluny Gjurza-M.
Jednotky třídy Gjurza:
| Jméno                             | Uživatel   | Verze         | Založení kýlu  | Spuštěna na vodu   | Uvedena do služby | Poznámka                                                                                  |
| --------------------------------- | ---------- | ------------- | -------------- | ------------------ | ----------------- | ----------------------------------------------------------------------------------------- |
| Džajchun (01)                     | Uzbekistán | Projekt 58150 | 19. února 2004 | 2. října 2004      | 29. října 2004    | Aktivní.                                                                                  |
| Sajchun (02)                      | Uzbekistán | Projekt 58150 |                |                    | 8. prosince 2004  | Aktivní.                                                                                  |
| BK-01 Akkerman (P 174, ex U 174)  | Ukrajina   | Projekt 58155 | 25. října 2012 | 11. listopadu 2015 | 6. prosince 2016  | V březnu 2022 zajat ruskými silami v bitvě o Berďansk.                                    |
| BK-02 Berďansk (P 175, ex U 175)  | Ukrajina   | Projekt 58155 | 25. října 2012 | 11. listopadu 2015 | 6. prosince 2016  | V listopadu 2018 zajat Ruskem v Azovském moři, vrácen v listopadu 2019.                   |
| BK-03 Nikopol (P 176, ex U 176)   | Ukrajina   | Projekt 58155 | 7. dubna 2016  | 20. června 2017    | 1. července 2018  | V listopadu 2018 zajat Ruskem v Azovském moři, vrácen v listopadu 2019.                   |
| BK-04 Kremenčuk (P 177, ex U 177) | Ukrajina   | Projekt 58155 | 7. dubna 2016  | 30. června 2017    | 1. července 2018  | V dubnu 2022 zajat ruskými silami v bitvě o Mariupol.                                     |
| BK-05 Lubny (P 178, ex U 178)     | Ukrajina   | Projekt 58155 | 7. dubna 2016  | 29. června 2017    | 1. července 2018  | V dubnu 2022 byla potopena v bitvě u Mariupolu a v květnu 2022 vyzvednuta ruskými silami. |
| BK-06 Vyšhorod (P 179, ex U 179)  | Ukrajina   | Projekt 58155 | 7. dubna 2016  | 24. června 2017    | 1. července 2018  | V březnu 2022 zajat ruskými silami v bitvě o Berďansk.                                    |
| BK-07 Kostopil (P 180)            | Ukrajina   | Projekt 58155 | 2018           | 3. dubna 2019      | 5. září 2020      | Aktivní.                                                                                  |
| BK-08 Buča                        | Ukrajina   | Projekt 58155 | 8. února 2019  | 30. září 2021      | 26. května 2023   | Aktivní.                                                                                  |

## Konstrukce

### Projekt 58150

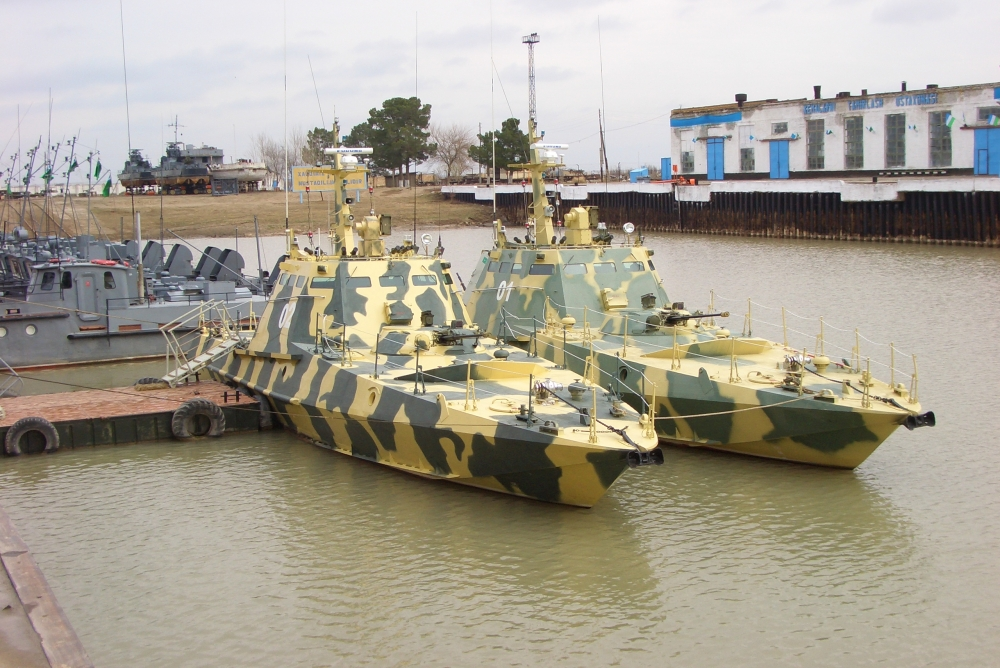
Projekt 58150

Posádku tvoří jeden důstojník a čtyři námořníci. Na palubě je jedna dvoulůžková (důstojník + jedno lůžko jako záloha) a jedna čtyřlůžková kajuta. Elektroniku tvoří navigační radar Furuno a elektrooptický systém řízení palby. Důležité části člunů chrání 10–15mm silné pancéřování odolné proti nábojům do ráže 7,62 mm. Výzbroj je soustředěna do dvou zbraňových stanic odvozených z věží obrněných transportérů. Celkem jeden člun nese jeden 30mm kanón ZTM-2 se zásobou 300 nábojů, jeden 14,5mm kulomet KPVT se zásobou 500 nábojů, dva dva 7,62mm kulomety, jeden 30mm granátomet a čtyři protitankové střely Konkurz. Plavidla pohánějí dva diesely Caterpillar o výkonu 650 kW. Lodní šrouby jsou dva (jeden pramen uvádí vodní trysky). Nejvyšší rychlost dosahuje 27,8 uzlu a ekonomická 11 uzlů. Dosah je 450 námořních mil a autonomie 5 dní.

### Projekt 58155

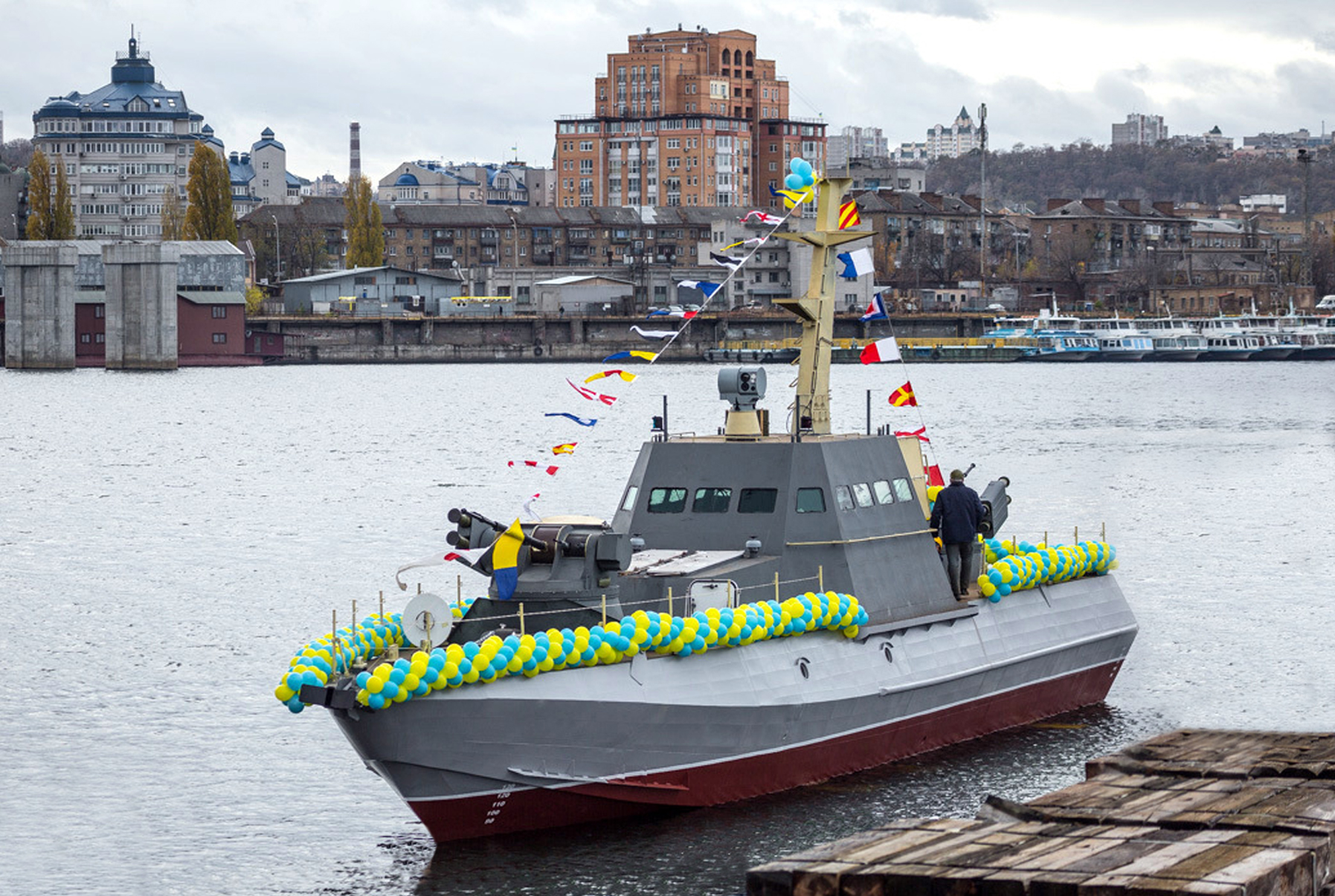
Dělový člun projektu 58155

Čluny jsou chráněny lehkým pancířem. Elektroniku tvoří navigační radar a elektrooptický systém řízení palby. Výzbroj tvoří dvě dálkově ovládané zbraňové stanice KAU-30M Katran-M, které jsou námořní variantou věží BM-3M Šturm-M z obrněných transportérů BTR-3DA. Každá zbraňová stanice nese jeden 30mm kanón ZTM-1, jeden 30mm granátomet KBA-117, jeden 7,62mm kulomet KM-7,62 a dvě laserem naváděné protitankové řízené střely Bar'ěr s dosahem 5 km. Posádka má dále k dispozici přenosné protiletadlové řízené střely velmi krátkého dosahu. Pohonný systém tvoří dva diesely. Nejvyšší rychlost dosahuje 28 uzlů. Dosah je 700 námořních mil a vytrvalost 5 dní.

## Služba
Dne 25. listopadu 2018 se čluny Berďansk, Nikopol a jeden remorkér staly aktéry incidentu v Kerčském průlivu, při kterém byly násilně obsazeny ruskými ozbrojenými složkami a následně zadrženy v ruském přístavu. Navráceny byly v listopadu 2019.